# 나카무라 하야토
나카무라 하야토(일본어: 中村 隼, 1991년 11월 18일 ~ )는 일본의 축구 선수이다.

## 구단 경력
과거 몬테디오 야마가타, V-파렌 나가사키에서 활동하였다.